# جون ويليام بوليدوري
جون ويليام بوليدوري (7 سبتمبر 1795 - 24 أغسطس 1821) كان كاتبًا وطبيبًا بريطانيًا. اشتهر بارتباطه بالحركة الرومانسية وينسب إليه الفضل بإدراج أدب مصاص الدماء ضمن الأنواع الفنية للفنتازيا الخيالية. كانت القصة القصيرة «ذا فامباير» (1819) أنجح أعماله، وهي أول قصة مصاص دماء حديثة منشورة. رغم أن القصة نُسبت بالخطأ في البداية إلى اللورد بايرون، أكد كل من بايرون وبوليدوري أن المؤلف هو، بالفعل، بوليدوري.

## عائلته
ولد جون ويليام بوليدوري في 7 سبتمبر عام 1795 في وستمنستر، وهو الابن الأكبر لغايتانو بوليدوري، وهو عالم ومهاجر سياسي إيطالي، وزوجته آنا ماريا بيرس، وهي معلمة أطفال إنجليزية. لديه ثلاثة أشقاء وأربع شقيقات.
تزوجت أخته، فرانسيس بوليدوري، من الباحث الإيطالي المنفي غابرييل روسيتي، فأصبح بوليدوري، بعد وفاته، خال كل من ماريا فرانشيسكا روسيتي ودانتي جابرييل روزيتي وويليام مايكل روسيتي وكريستينا جورجينا روسيتي. نشر ويليام مايكل روسيتي مجلة بوليدوري عام 1911.

## سيرته الذاتية
كان بوليدوري من أوائل التلاميذ في كلية أمبلفورث التي تأسست في بدايات عام 1804. في عام 1810 ذهب إلى جامعة إدنبرة، حيث كتب أطروحة عن السير أثناء النوم وحصل على شهادة طبيب في 1 أغسطس عام 1815، في سن الـ19.
في عام 1816، الذي أصبح يعرف باسم سنة بلا صيف، عمل بوليدوري في خدمة اللورد بايرون طبيبًا شخصيًا له، ورافقه في رحلة عبر أوروبا. عرض الناشر جون موراي على بوليدوري 500 جنيهًا إنجليزيًا للاحتفاظ بمذكرات رحلاتهما، والتي حررها لاحقًا ابن أخت بوليدوري، ويليام مايكل روسيتي. في فيلا ديوداتي، وهو منزل استأجره بايرون قرب بحيرة ليمان (جنيف) في سويسرا، التقى الاثنان بماري وولستنكرافت غودوين، وزوجها المستقبلي، بيرسي بيش شيلي، ومرافقتهما (أخت ماري غير الشقيقة) كلير كليرمونت.
في إحدى الليالي في شهر يونيو بعد أن قرأ الأصدقاء مقتطفات من فانتاسماغوريانيا، وهي مجموعة فرنسية من حكايات الرعب الألمانية، اقترح بايرون أن يكتب كل منهم قصة شبح. كتب بيرسي بيش شيلي «أ فراغمنت أوف أ غوست ستوري» (جزء من قصة شبح) وكتب خمس قصص أشباح رواها ماثيو غريغوري «الراهب» لويس، ونُشرت بعد وفاته باسم جورنال في جنيف (تشمل قصص الأشباح)، وفور العودة إلى إنجلترا عام 1816، نُشرت يوميات الرحلة ابتداءً من 18 أغسطس 1816. عملت ماري شيلي على قصة تطورت لاحقًا إلى رواية فرانكنشتاين. كتب بايرون جزءًا من رواية (لم يكملها)، تحت عنوان «أ فراغمانت» وظهرت فيها الشخصية الرئيسية أغسطس دارفيل، التي استخدمها بوليدوري لاحقًا في قصته الخاصة، «ذا فامباير»، وهي أول قصة مصاص دماء حديثة منشورة باللغة الإنجليزية.
تعتبر محادثة بوليدوري مع بيرسي بيش شيلي في 15 يونيو عام 1816، كما سُردت في اليوميات، أصل نشأة رواية فرانكنشتاين. ناقشا «طبيعة مبدأ الحياة»: «15 يونيو -... جاء شيلي في المساء ... وبعد ذلك، أجرينا أنا وشيلي محادثة حول المبادئ -ما إذا كان ينبغي اعتبار الإنسان مجرد أداة».
بعدما طرده بايرون، سافر بوليدوري إلى إيطاليا ثم عاد إلى إنجلترا. نُشرت قصته «ذا فامباير»، التي ظهرت فيها الشخصية الرئيسية، اللورد روثفن، في عدد أبريل 1819 من مجلة نيو مونثلي ماغازين بدون إذن منه. بينما كان يعيش في لندن في شارع غريت بولتيني في سوهو، صدرت «ذا فامباير» ضمن أعمال بايرون الجديدة، ما زاد من استيائه واستياء بايرون. نُشرت قصة مصاص الدماء لبايرون «فراغمنت أوف أ نوفل» أو «أ فراغمنت» في عام 1819 في محاولة لإزالة الالتباس، ورغم ذلك، استمر نسب «ذا فامباير» إليه.
نُشرت قصيدة بوليدوري اللاهوتية الطويلة التي استمدت إلهامها من بايرون، بعنوان ذا فول أوف ذا إينجلز (سقوط الملائكة)، في عام 1821 مع إخفاء هوية المؤلف.

## وفاته
توفي بوليدوري في منزل والده في لندن في 24 أغسطس عام 1821، مثقلًا بالاكتئاب وديون القمار. رغم الأدلة القوية على أنه مات منتحرًا بحمض البروسيك (سيانيد الهيدروجين)، أصدر الطبيب الشرعي تقريرًا بالوفاة لأسباب طبيعية.